# Дюнфус
Дюнфус (нем. Dünfus) — община в Германии, в земле Рейнланд-Пфальц. 
Входит в состав района Кохем-Целль. Подчиняется управлению Трайс-Карден.  Население составляет 288 человек (на 31 декабря 2010 года). Занимает площадь 3,25 км².